# 1993年北韓導彈試驗
1993年朝鲜導彈試驗，1993年5月29日與30日，朝鲜民主主义人民共和国成功發射一枚蘆洞1號飛彈進入日本海，發射地點是江原道元山市。朝鲜政府試圖出口蘆洞1號飛彈至伊朗，以換取石油進口。

## 反应
在美国的推动下，联合国安理会通过第825号决议谴责朝鲜的导弹发射。